# Куше (філателія)

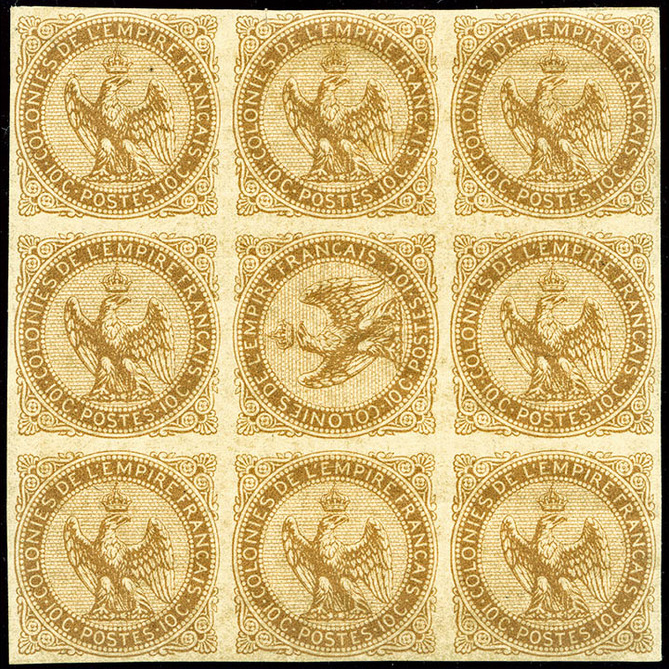

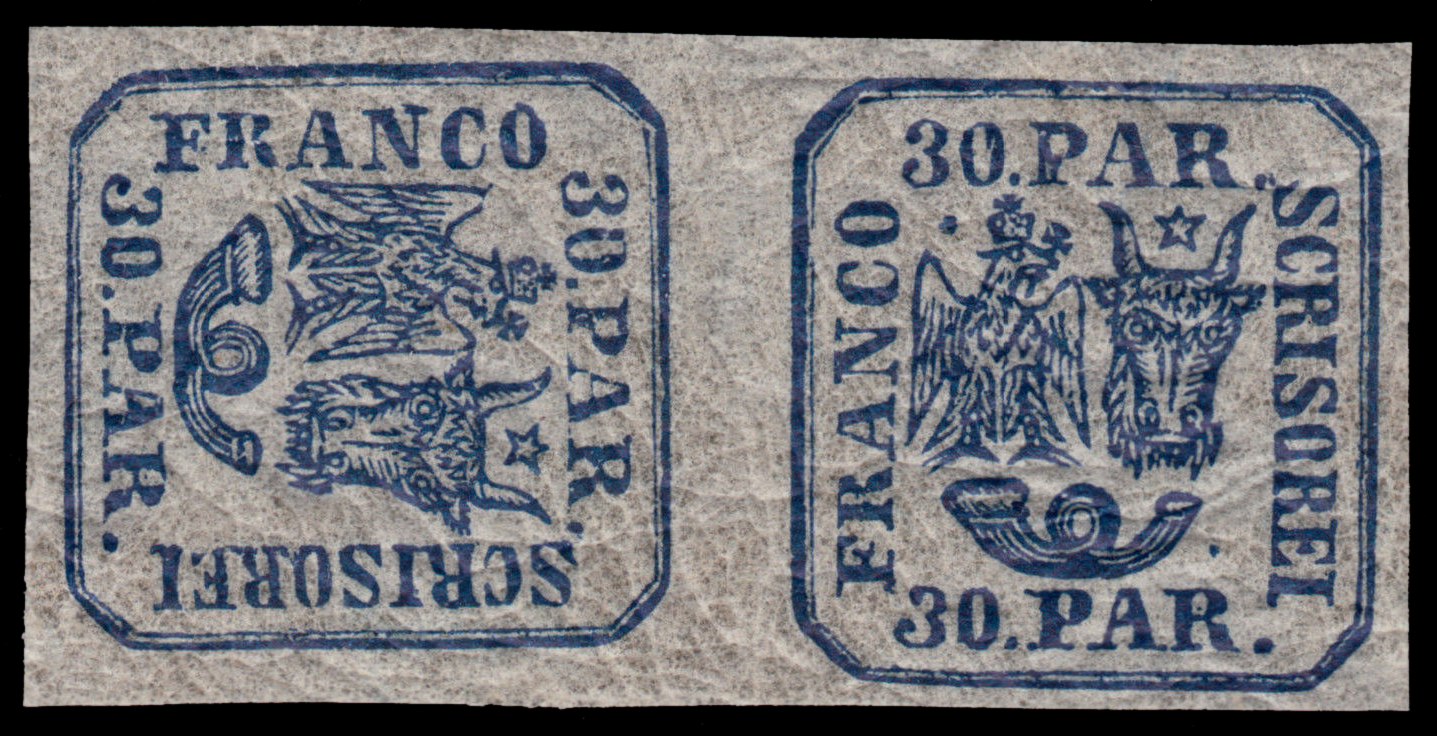
Куше з марок Об'єднаного князівства Валахії та Молдови (1862, 30 паралель)

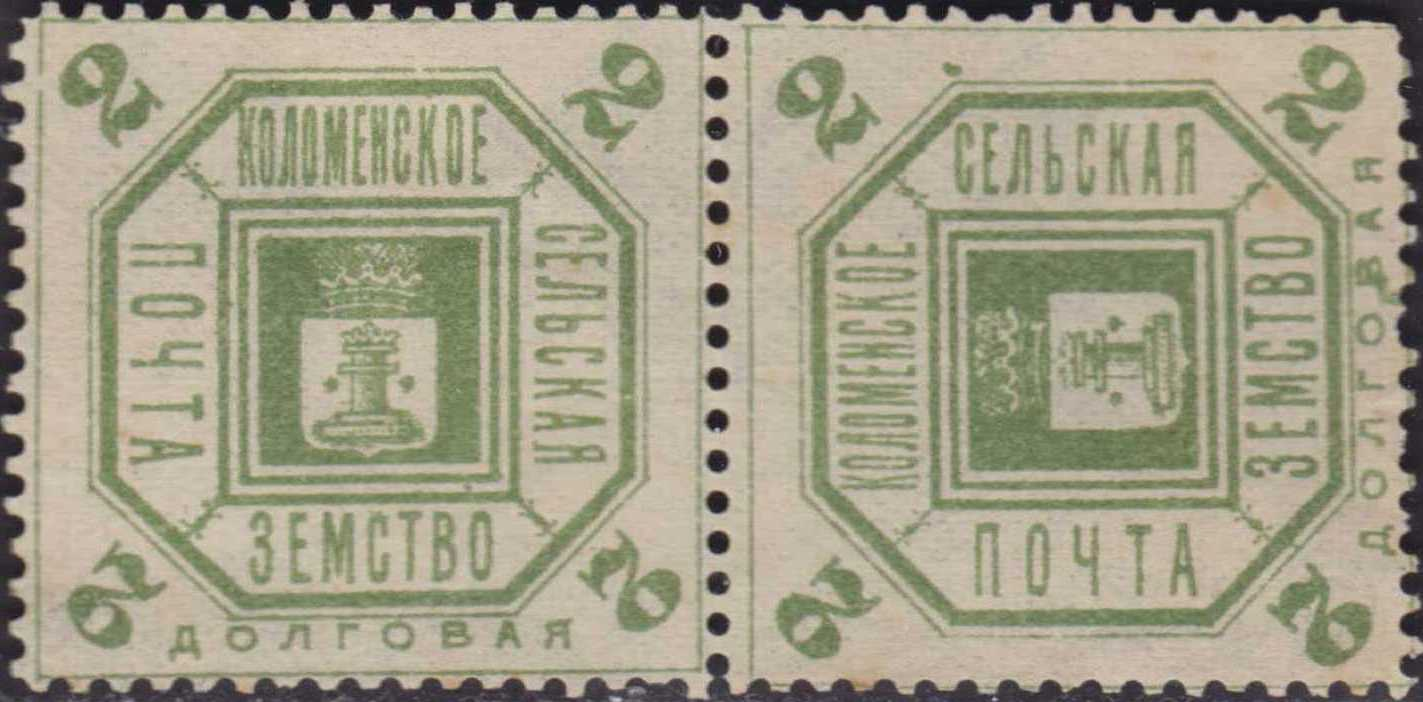

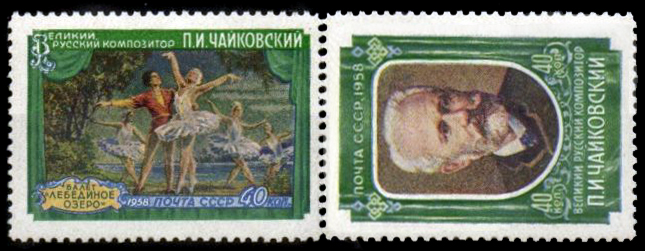

Куше (від фр. timbre couché, «марка лежачи») — філателістична назва зчіпки з двох поштових марок, малюнки яких повернені під кутом 90 ° один до одного.

## Опис
Куше як варіант взаємного розташування марок спочатку міг виникати або випадково, коли (особливо під час друку квадратних марок) виявлялася неправильно орієнтованою друкована форма, або навмисно — з однієї з двох виробничих причин або їх комбінації:
- Для економії паперу маркового аркуша, якщо його заздалегідь заданий розмір не був «кратний» прямокутній марці, що друкується, у вертикальному положенні — тоді на вузькому полі, що залишалося, додатково розташовували марки «лежачи».
- Для зручності обліку, коли сукупна номінальна вартість марок у листі повинна становити заздалегідь задану (найчастіше рівну, кратну 10) суму.

Подібне взаємне розташування марок у листі трапляється досить рідко, рідше, ніж тет-беш, оскільки лист з відбитком «лежачої» марки серед нормально надрукованих візуально помітніший за аналогічний лист з перевернутим відбитком — а значить, ненавмисне куше легше відбракувати вже на етапі.
Пізніше, з розвитком поліграфії та філателії, варіант куше іноді став використовуватися як спосіб привернення додаткової уваги колекціонерів до випуску.

## Історія
Куше стали з'являтися в другій половині XIX століття — на початку XX століття. Одним із найбільш ранніх прикладів куше може слугувати марка з випуску 1859 року для французьких колоній номіналом у 10 сантимів[≡] .
В історії російської філателії куше спочатку було відзначено лише в аркушах деяких земських марок[≡]. У радянський період куше зустрічається в аркушах марок серії "Міжнародний конкурс імені П. І. Чайковського в Москві" 1958 року: у центральній смужці куше утворюють дві різні марки[≡].